# Heteromastides platyproctus
Heteromastides platyproctus är en ringmaskart som beskrevs av Pillai 1961. Heteromastides platyproctus ingår i släktet Heteromastides och familjen Capitellidae. Inga underarter finns listade i Catalogue of Life.